# Simbionti (romanzo)
Simbionti è un romanzo di fantascienza catastrofica di Claudio Vastano pubblicato nel 2018, vincitore del Premio Urania 2017.

## Storia editoriale
In un'intervista l'autore ha dichiarato che l'ispirazione per il romanzo nacque «da un articolo di microbiologia sulle chimere genetiche» letto all'università e sviluppato in dieci anni di riscritture.
Il romanzo, dopo aver conquistato il Premio Urania 2017, è stato pubblicato nel novembre 2018 come numero 1660 della collana Urania di Mondadori.

## Trama
La bioingegnera Melinda Perkins, dalla sede centrale di BioGen, multinazionale delle biotecnologie impegnata nello smaltimento dei rifiuti che devastano il pianeta, è incaricata di sovrintendere a una tecnologia rivoluzionaria a difesa dell'ambiente; ben presto scopre però la difficoltà di «dominare la natura» quando gli organismi creati iniziano a manifestare comportamenti imprevisti.
Nel frattempo, in località geograficamente distanti, si segnalano episodi anomali: animali di specie diverse assumono atteggiamenti inspiegabili e in alcune aree compaiono sintomi patologici estranei agli standard medici locali, suscitando allarme tra ricercatori e autorità sanitarie.
Il progetto di BioGen prevede l'uso dei «simbionti», organismi artificiali di ingegneria genetica capaci di degradare qualsiasi sostanza inquinante lasciando soltanto scarti innocui; questi dispositivi biologici vengono impiegati per alimentare impianti di depurazione all'avanguardia, ma gli sviluppatori sospettano fin dall'inizio che i simbionti possano fuoriuscire dai laboratori.
La narrazione adotta un'impostazione da «puzzle scientifico»: i vari eventi anomali e i dati sperimentali vengono presentati come tessere di un mosaico che i protagonisti devono assemblare per comprendere l'entità delle modifiche genetiche apportate ai simbionti e le loro conseguenze.
Con il progredire delle indagini si verificano nuovi spettacoli di mutazioni animali sempre più pericolose e manifestazioni fisiologiche inquietanti nell'uomo, fino al rischio concreto di mettere a repentaglio l'ecosistema terrestre e la sopravvivenza della specie.
Nella parte finale, il racconto culmina nelle conclusioni sugli esperimenti con i simbionti e nella rivelazione del lato oscuro del programma di ricerca di BioGen, svelando dilemmi etici e possibili scenari apocalittici.

## Personaggi
Melinda PerkinsBioingegnera di BioGen incaricata di coordinare il progetto dei simbionti e di indagare sulle anomalie ad essi collegate.
BioGenMultinazionale delle biotecnologie responsabile della creazione e del dispiegamento dei simbionti per la depurazione ambientale.

## Critica
Del romanzo è stato evidenziato l'equilibrio fra l'elemento catastrofico e quello scientifico, sottolineando il ritmo incalzante e la chiarezza nell'esposizione di concetti specialistici, ma anche come la ripetitività degli eventi anomali e la scarsa caratterizzazione di molti personaggi ne riducano l'impatto emotivo.

## Riconoscimenti
- Premio Urania 2017[1]

## Edizioni
- Claudio Vastano, Simbionti, Mondadori, 2018, ISBN 9788852091049.